# 益田圭太
益田 圭太（ますだ けいた、1988年10月11日 - ）は、日本の子役。神奈川県出身。あだ名は「ポン太」や「けーちゃん」。

## 出演

### テレビドラマ
- スウィート・ホーム（1994年、TBS） - 井上翼 役
- 私の運命（1994年、TBS） - 鈴木昇 役
- 家なき子2（1995年、日本テレビ）  - 歩 役
- 結婚しようよ（1996年、TBS） - 殿山蓮 役
- ドラマ新銀河 おんなは全力疾走!（1997年、NHK） - 桜井大樹 役
- 世にも奇妙な物語 秋の特別編「ホーム、スウィートホーム」（1998年、フジテレビ）